# The Rough Neck (film 1919)
The Rough Neck è un film muto del 1919 diretto da Oscar Apfel su un soggetto di Harry O. Hoyt. Prodotto e distribuito dalla World Film.

## Trama
John Masters, figlio di un boss politico, lascia i boschi e il campo di legname dove sta lavorando, per correre al capezzale del padre, ormai moribondo, e assisterlo nelle sue ultime ore. Il vecchio Masters, che si è ha fatto strada nella vita con mezzi illeciti, pentito, lascia al figlio tutti i documenti che possono mandare in galera i suoi complici e i suoi tirapiedi. John si innamora di Frances, la figlia di Armitage, un altro politico corrotto. Le chiede di sposarlo e, anche se lei non lo ama, la giovane accetta la proposta di matrimonio per salvare il padre da ogni eventuale accusa. La cricca dei vecchi compari di Masters cerca di recuperare i documenti incriminanti mentre John rientra al campo dei boscaioli insieme alla moglie. Ma, solo dopo avere denunciato quella banda di disonesti, compreso il suo stesso padre, John riesce a conquistare finalmente il rispetto e l'amore di Frances. Aggredito dagli ex scagnozzi di suo padre in cerca di vendetta, John ha come unica arma di difesa una pistola con la quale riesce a stento a tenerli a bada. Sarà salvato dall'intervento di Frances che ha radunato gli altri boscaioli per correre in aiuto al marito.

## Produzione
Il film fu prodotto dalla World Film.

## Distribuzione
Il copyright del film riporta il titolo The Roughneck : richiesto dalla World Film Corp., fu registrato il 25 gennaio 1925 con il numero LU13420.
Distribuito dalla World Film, il film uscì nelle sale cinematografiche statunitensi il 3 febbraio 1919.
Non si conoscono copie ancora esistenti della pellicola che viene considerata presumibilmente perduta.